# Arthur Amundsen
Arthur Martinius Amundsen (Oslo, 22 de març de 1886 – Vestre Aker, 25 de febrer de 1936) va ser un gimnasta noruec que va competir a principis del segle xx.
El 1908, als Jocs de Londres, va guanyar la medalla de plata en la prova del concurs complet per equips, com a membre de l'equip noruec.
Quatre anys més tard, a Estocolm, guanyà la medalla de bronze en el concurs per equips, sistema suec del programa de gimnàstica.